# 少女ロボット
「少女ロボット」（しょうじょロボット）は、2000年6月21日に発売されたともさかりえ名義では8枚目のシングル。初回盤のみスペシャルフォト&パッケージ。廃盤。

## 概要
「カプチーノ」と「木蓮のクリーム」、そしてアルバム『むらさき。』収録曲「シャンプー」に続く、椎名林檎のシーナ・リンゴ名義による完全プロデュース作品。このシングルの収録曲3曲では編曲も担当しており、ジャケット写真の撮影も行っている。「少女ロボット」についてはミュージック・ビデオも制作されたが、商品化には至っていない（椎名も出演している）。このシングルがともさかの音楽活動最後の作品となっていたが、2009年6月24日発売のアルバム「トリドリ。」と「rie tomosaka best +3」により音楽活動再開。また、本シングル収録曲3曲ともアルバム未収録であったが、「rie tomosaka best +3」に収録された。
椎名本人もライブ「座禅エクスタシー」等でセルフカバーしている。2017年に発売された椎名のアルバム『逆輸入 〜航空局〜』では村田陽一による編曲でセルフカバーして収録。また、椎名が所属するバンド東京事変が2006年に行ったライブツアー「“DOMESTIC!”Just can't help it.」でもセルフカバーされ、同年8月30日には「少女ロボット」のライブ音源を1曲のみ収録したシングルとして配信された。

## 収録曲
1. 少女ロボット（2分40秒）
  - 日本テレビ系「FUN」FUN'S RECOMMEND #011
2. いけない子（4分20秒）
3. 日本（にっぽん）に生まれて（5分12秒）

- 全作詞・作曲・編曲：シーナ・リンゴ
- 全演奏：いけない子達（大人達）

ともさかりえ：コエ、ブレス
田渕ひさ子：ギター
岩井英吉：ベース、テルミン
時津梨乃：ドラム
椎名林檎：ピアノ、ハーモニー